# Zgrade
Zgrade (cyr. Зграде) – wieś w Czarnogórze, w gminie Bar. W 2011 roku liczyła 517 mieszkańców.